# Fontaines-les-Sèches
 Fontaines-les-Sèches  es una población y comuna francesa, en la región de Borgoña, departamento de Côte-d'Or, en el distrito de Montbard y cantón de Laignes.

## Demografía
| 109 | 82 | 87 | 59 | 47 | 50 |
| Para los censos de 1962 a 1999 la población legal corresponde a la población sin duplicidades (Fuente: INSEE [Consultar]) |    |    |    |    |    |